# Chad Dawson
"Bad" Chad Dawson (født 13. juli 1982) er en amerikansk professionel bokser fra Hartsville i South Carolina. Han er den nuværende Ring Magazine og WBC letsværvægtmester.
Ring Magazine har i øjeblikket Dawson som nummer 10 i hele verden på pound-for-pound-listen.
I en alder af 24 vandt Dawson WBC letsværvægt-titelen mod ubesejrede top 10-rangerede letsværvægter Tomasz Adamek den 3. februar 2007. Dommerne gav Dawson en enstemmig afgørelsessejr med resultatet på 116-110, 117-109 og 118-108. I juni 2007 forsvarede Dawson WBC-bæltet for første gang i en kamp med Jesus Ruiz (19-5-0), ved at vinde på teknisk knockout i 6. omgang. Kampen blev sendt på Showtime som en del af et undercard, hvor letsværvægtmesteren Antonio Tarver boksede hovedkampen. Den 29. september 2007 besejrede Dawson Epifanio Mendoza ved en 4. omgangs TKO i sit andet titelforsvar. I april 2008 beholdt Dawson sit bælte i sit 3. titelforsvar ved en kontroversiel enstemmig afgørelsessejr mod udfordreren Glen Johnson. De tre dommere havde hver kampen scoret til 116-112 til fordel for mesteren Dawson.

## Dawson Vs Ward
Den 8. september 2012 gik Dawson en vægtklasse ned for at møde den nuværende WBA & WBC supermellemvægt-mester og Super Six vinder Andre 'Son Of God' Ward. Efter at have demonteret sig selv mod elitekæmpere som Mikkel Kessler og Lucian Bute-nedlæggeren, Carl Froch, var Ward favorit i forsvaret for sit WBA-bælte for 5. gang. Dawson havde sidst kæmpet i denne vægt for 6 år siden, og det var sandsynligt at hans udholdenhed og styrke ville lide. Dawson tabte kampen på TKO i 10. omgang.